# Andreas Schilling
Pour les articles homonymes, voir Schilling.
Andreas Schilling né le 25 mai 1991 est un triathlète et duathlète danois champion du monde de duathlon en 2018.

## Biographie
Andreas Schilling est qualifié et participe aux Jeux olympiques d'été de 2016 à Rio de Janeiro, ou il prend la 28e place en 1 h 48 min 56 s.

## Palmarès
Le tableau présente les résultats les plus significatifs (podium) obtenus sur le circuit national et international de triathlon et de duathlon depuis 2014
| Année | Compétition                                     | Pays             | Position           | Temps           |
| ----- | ----------------------------------------------- | ---------------- | ------------------ | --------------- |
| 2018  | Championnats du monde de duathlon               | Danemark         | Médaille d'or      | 1 h 35 min 56 s |
| 2017  | Championnats d'Europe en relais mixte           | Autriche         | Médaille d'or      | 1 h 15 min 17 s |
| 2017  | Coupe du monde - l'étape de Miyazaki            | Japon            | Médaille de bronze | 1 h 43 min 4 s  |
| 2016  | Coupe du monde - l'étape sprint de New Plymouth | Nouvelle-Zélande | Médaille d'argent  | 53 min 28 s     |
| 2015  | Championnats du Danemark de triathlon           | Danemark         | Médaille d'or      | Timing          |
| 2015  | Coupe du monde - l'étape sprint de Tiszaujvaros | Hongrie          | Médaille de bronze | 54 min 24 s     |
| 2014  | Championnats du Danemark de triathlon           | Danemark         | Médaille d'or      | Timing          |